# Amandia cuprea
Amandia cuprea är en stekelart som beskrevs av Graham 1984. Amandia cuprea ingår i släktet Amandia och familjen puppglanssteklar.
Artens utbredningsområde är:
- Frankrike.
- Sverige.

Arten är reproducerande i Sverige. Inga underarter finns listade i Catalogue of Life.